# 霍尔格·恩贝里
霍尔格·恩贝里（瑞典語：Holger Engberg，1909年1月4日—1993年2月28日），瑞典男子冰球运动员，场上位置是前锋。他曾代表瑞典国家队参加1936年冬季奥林匹克运动会冰球比赛，获得第5名。